# Victor Ségoffin
Victor Joseph Jean Ambroise Ségoffin, dit Victor Ségoffin, né à Toulouse le 5 mars 1867 où il est mort le 17 octobre 1925,, est un sculpteur et médailleur français.

## Biographie
Étudiant au lycée Pierre-de-Fermat, Victor Ségoffin est admis à l'École des beaux-arts de Toulouse dans l'atelier  de Charles Ponsin-Andarahy. En 1887, devenu orphelin il s'engage dans l'armée. Il prend des cours  à l'École nationale supérieure des arts décoratifs de Paris dans l'atelier d'Aimé Millet.
Victor Ségoffin entre en 1888 à l'École des beaux-arts de Paris où il est l'élève de Jules Cavelier de 1888 à 1894, puis de Louis-Ernest Barrias de 1894 à 1897. Son art est influencé par François Rude, Auguste Rodin et surtout Alexandre Falguière[réf. nécessaire], représentatif de l'école toulousaine. En 1891-1892, il réalise une allégorie de la Charité pour la tombe de son cousin Charles-Denis Ségoffin, philanthrope fondateur d'un refuge contre la faim, inhumé à Courbevoie en 1890 ; la statue en bronze représente une femme tendant un morceau de pain de chaque main. Après plusieurs tentatives, dont la première en 1889, il obtient le second grand prix de Rome en 1895, le premier second grand prix de Rome en 1896 et le premier grand prix de Rome en 1897 pour son plâtre Orphée perdant pour la seconde fois Eurydice, entraînée de nouveau par Mercure dans les régions infernales. Il expose au Salon des artistes français entre 1890 et 1923, et participe à l'Exposition universelle de 1900.

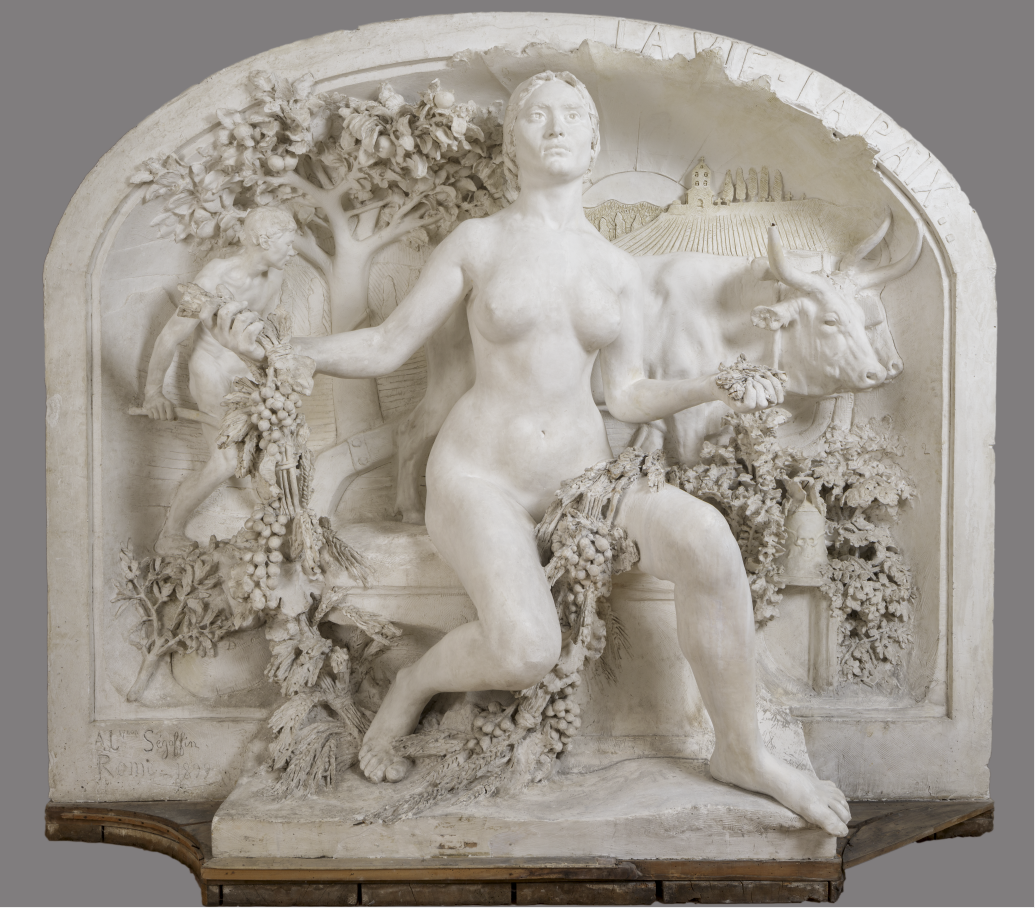
Terre, vie, paix, 1899, plâtre, 250 × 225 × 72 cm. Nemours, Château-Musée, 1903.66.1.

Du 28 décembre 1897 au 31 décembre 1901, il est pensionnaire à la villa Médicis à Rome.
En 1920, il est nommé chef de l'atelier de sculpture pour femmes à l'École des beaux-arts de Paris où il exerce jusqu'à sa mort en 1925.

## Œuvres dans les collections publiques
- Courbevoie, cimetière des Fauvelles, allée du Midi. Allégorie de la Charité, 1891-1892, bronze, tombe de Charles-Denis Ségoffin.
- Nemours, Château-Musée : La Fertilité ou La Terre, La Vie, La Paix, 1899 (envoi de Rome de deuxième année), plâtre, 250 × 225 × 72 cm, n° inv. 1903.66.1.
- Paris :
  - École nationale supérieure des beaux-arts : Orphée perdant pour la seconde fois Eurydice, entraînée de nouveau par Mercure dans les régions infernales, 1897, plâtre ;
  - musée d'Orsay :
    - Danse sacrée, 1905, marbre[3] ;
    - Masque de la Danse sacrée, 1905, bronze[4] ;

  - lycée Voltaire : Monument à Voltaire, 1907, marbre ;
  - palais du Louvre, cour Napoléon : Le Génie et le Temps, 1908, bronze. Envoyé à la fonte sous le régime de Vichy ;
  - cimetière de Passy : Orante, à droite de l'entrée de la chapelle funéraire de la famille Trotry de La Touche ;
  - cimetière du Père-Lachaise : Gisant de Félix Ziem, 1913, marbre ;
  - jardin du Luxembourg : Monument à José Maria de Heredia, 1925, bronze et marbre ;
- Toulouse :
  - musée des Augustins :
    - Judith et la tête d'Holopherne, 1896 ;
    - Buste de Thérèse Combarieu, 1905, marbre[5] ;
    - Buste de Denise Combarieu, bronze[6] ;

  - muséum de Toulouse : Buste d'Émile Cartailhac, 1914, bronze

Œuvres de Victor Ségoffin
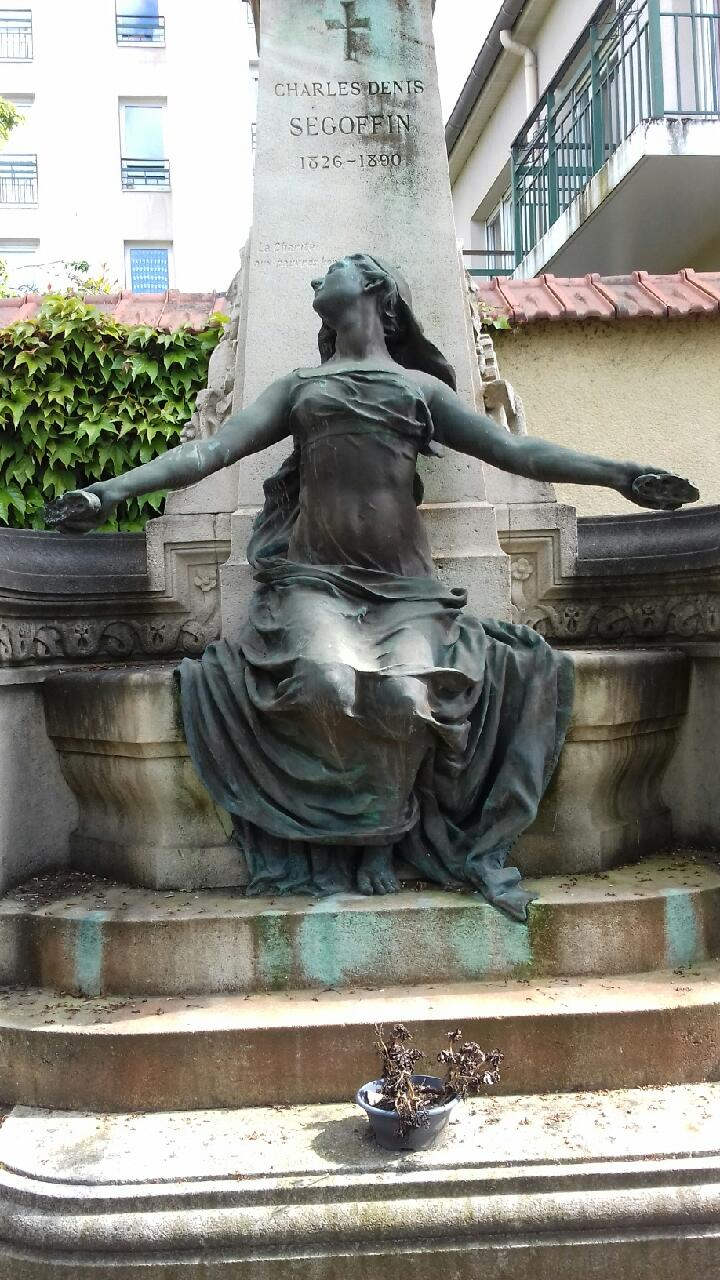
La Charité (1891-1892). Courbevoie, cimetière des Fauvelles, tombe de Charles-Denis Ségoffin.
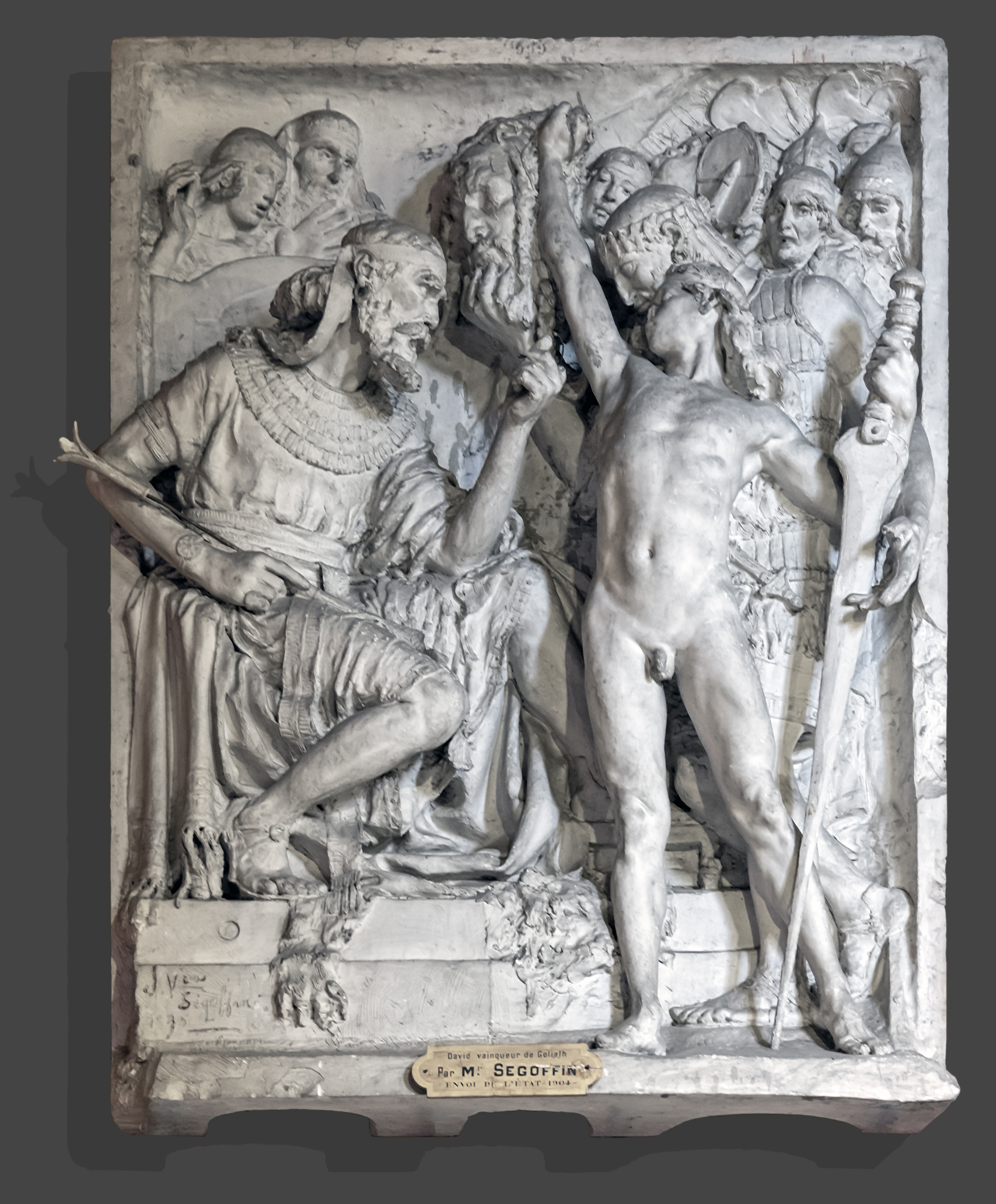
David vainqueur de Goliath (1895), Toulouse, musée des Augustins.
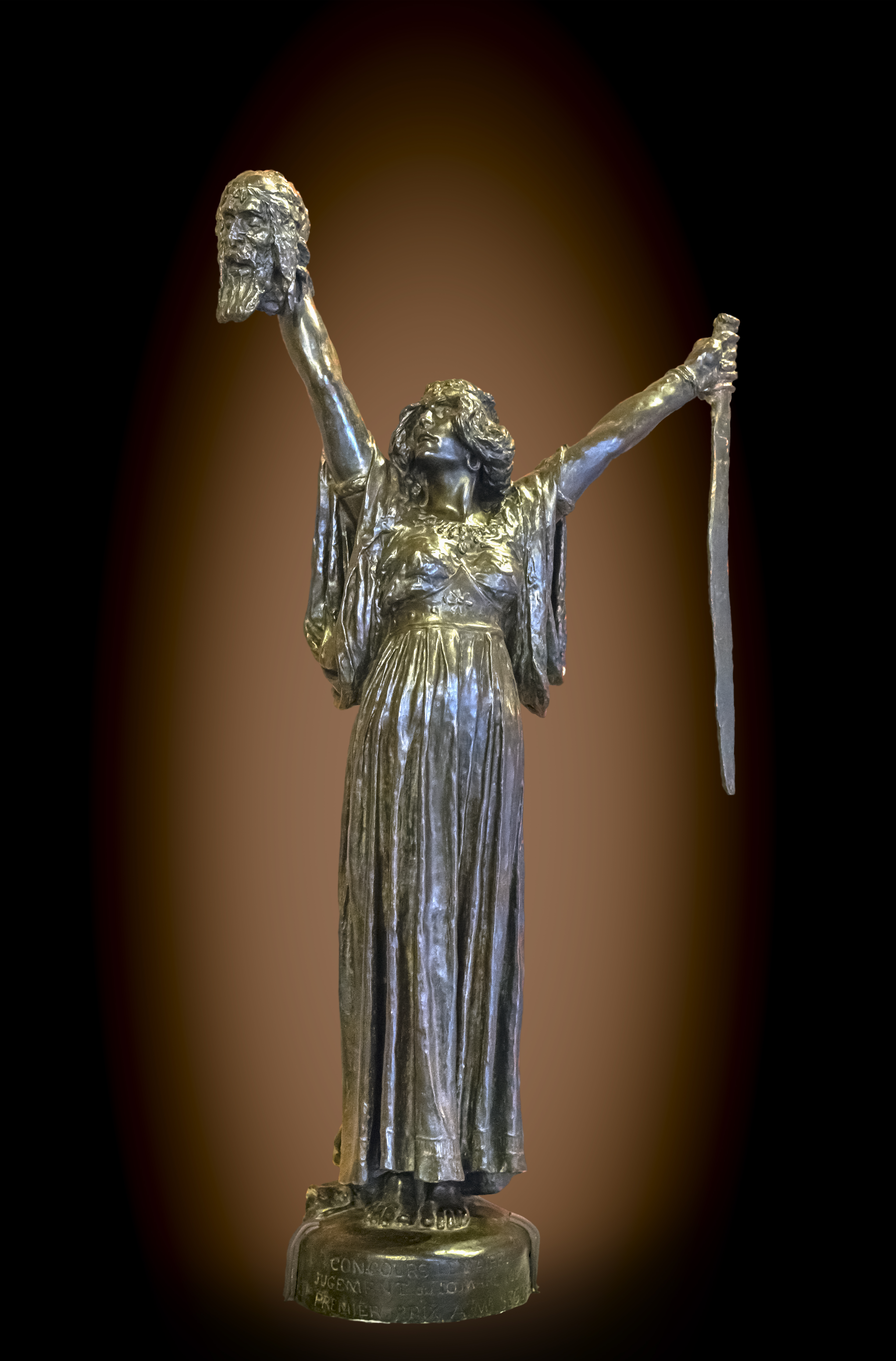
Judith et la tête d'Holopherne (1896), Toulouse, musée des Augustins.
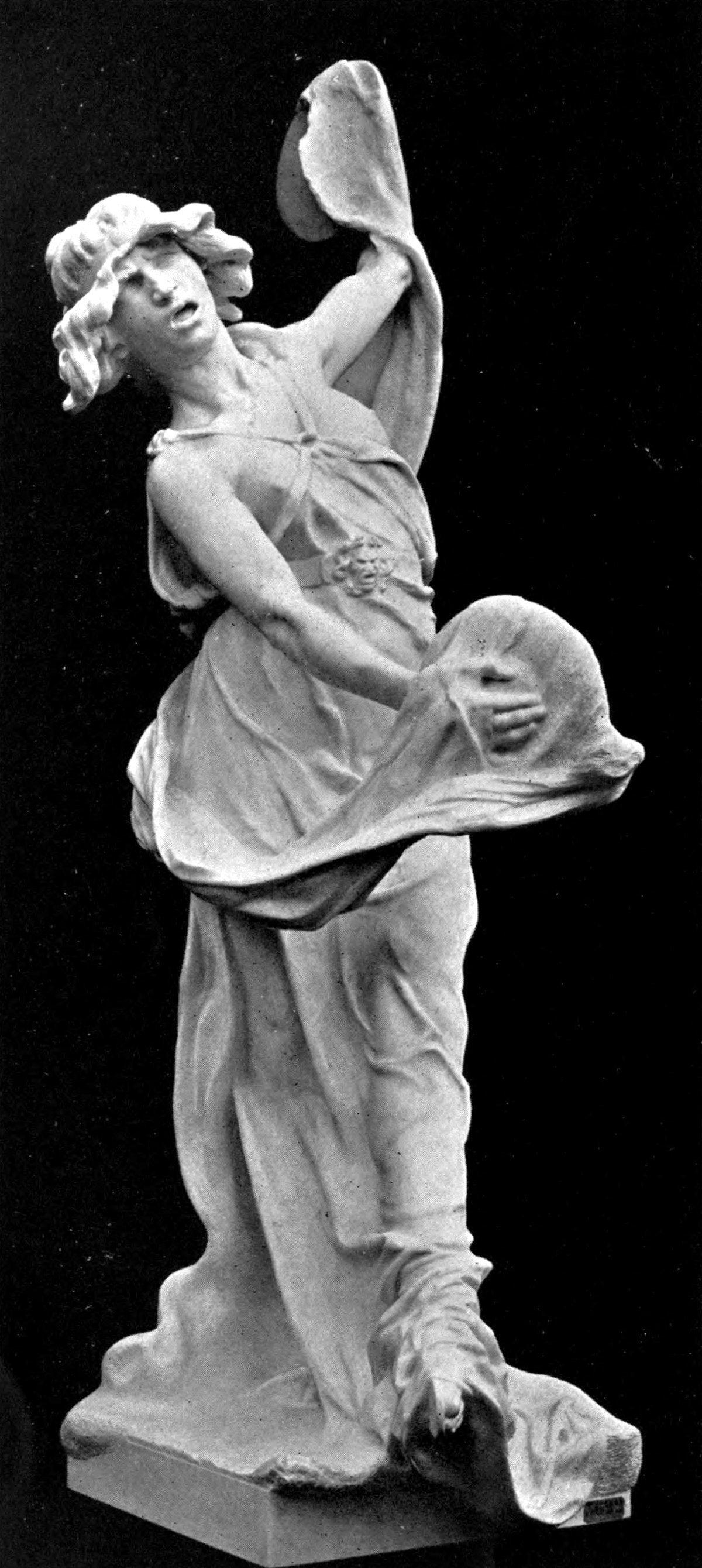
Danse Sacrée (1905), Paris, musée d'Orsay.
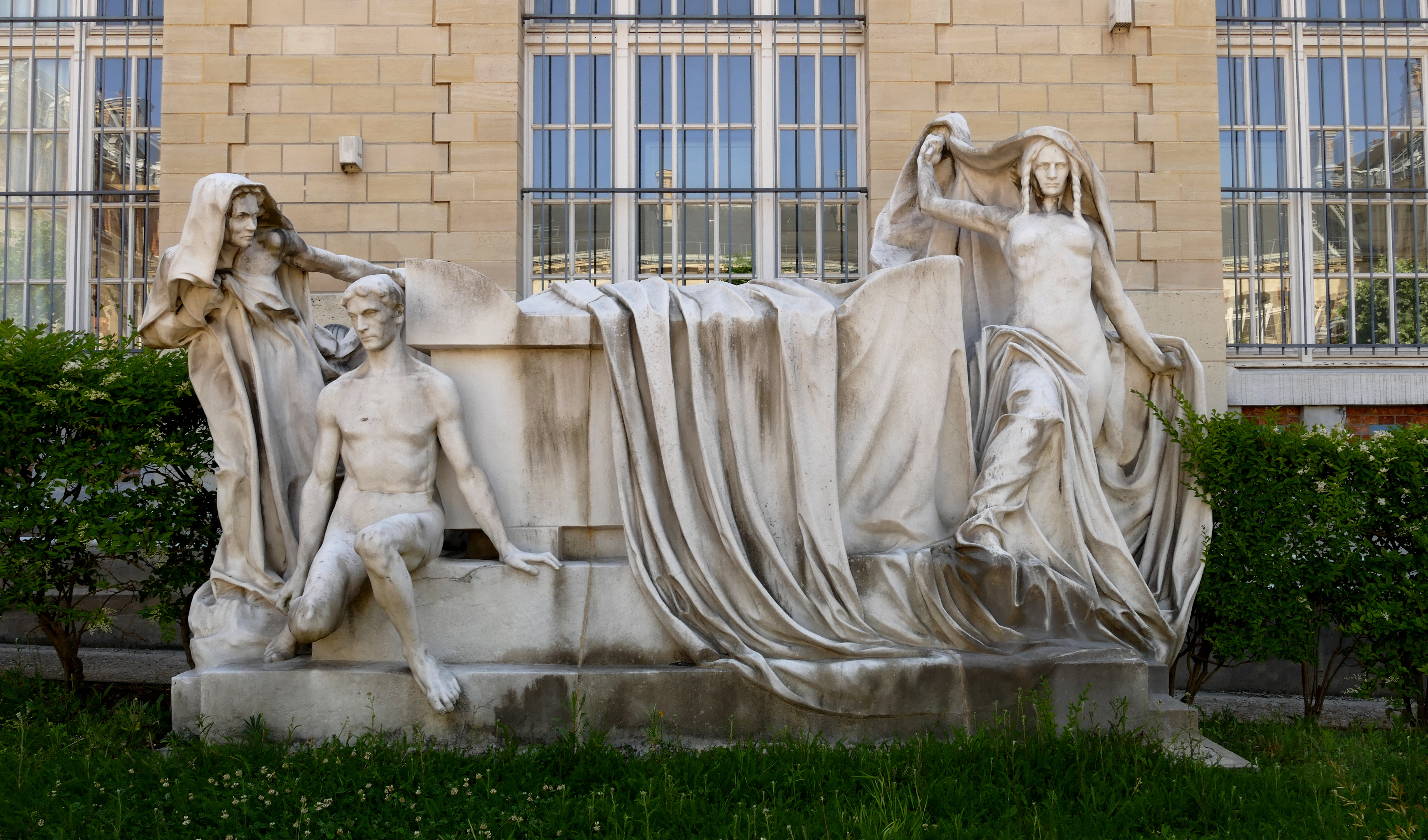
Monument à Voltaire (1907), Paris, lycée Voltaire.
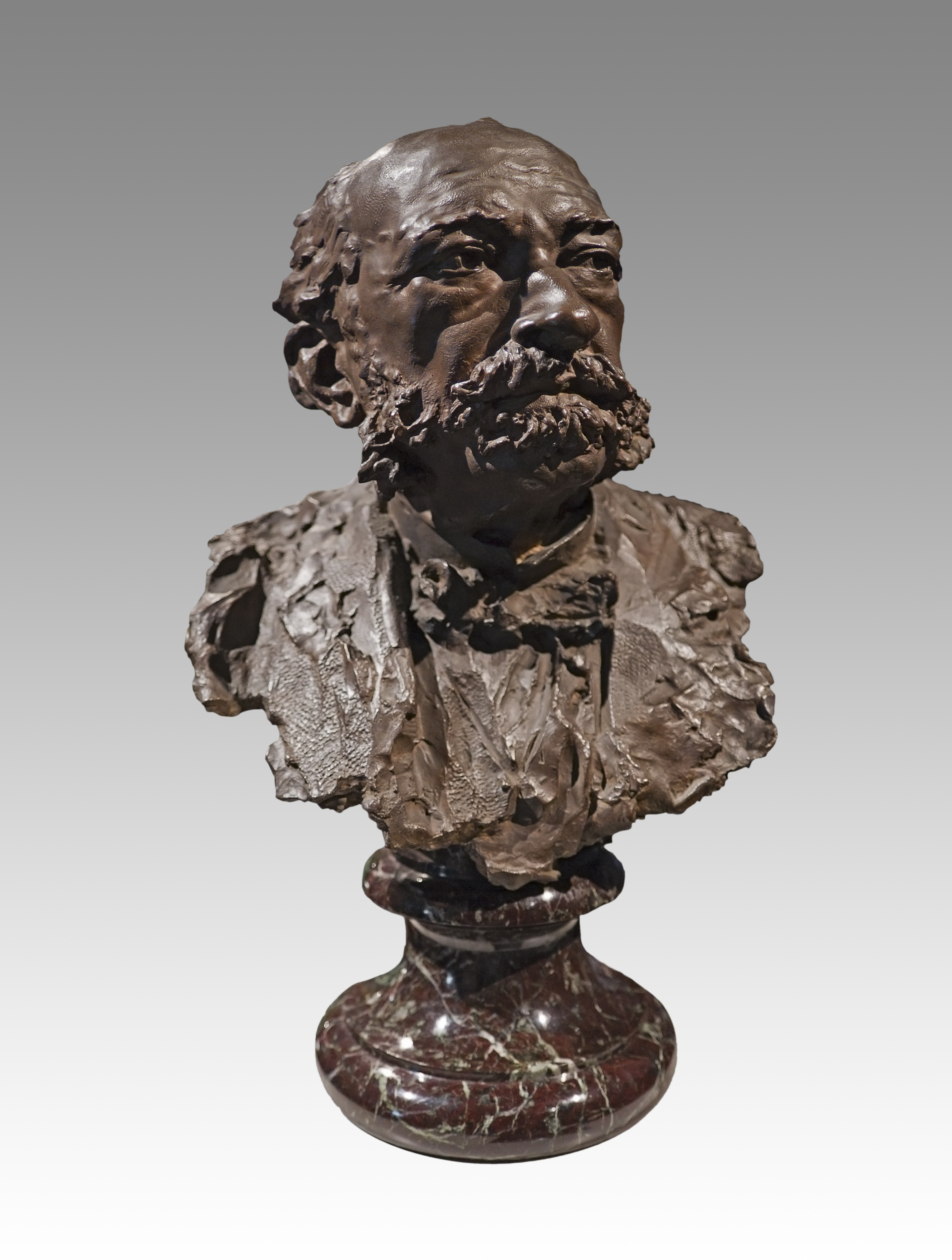
Buste d'Émile Cartailhac (1914), muséum de Toulouse.
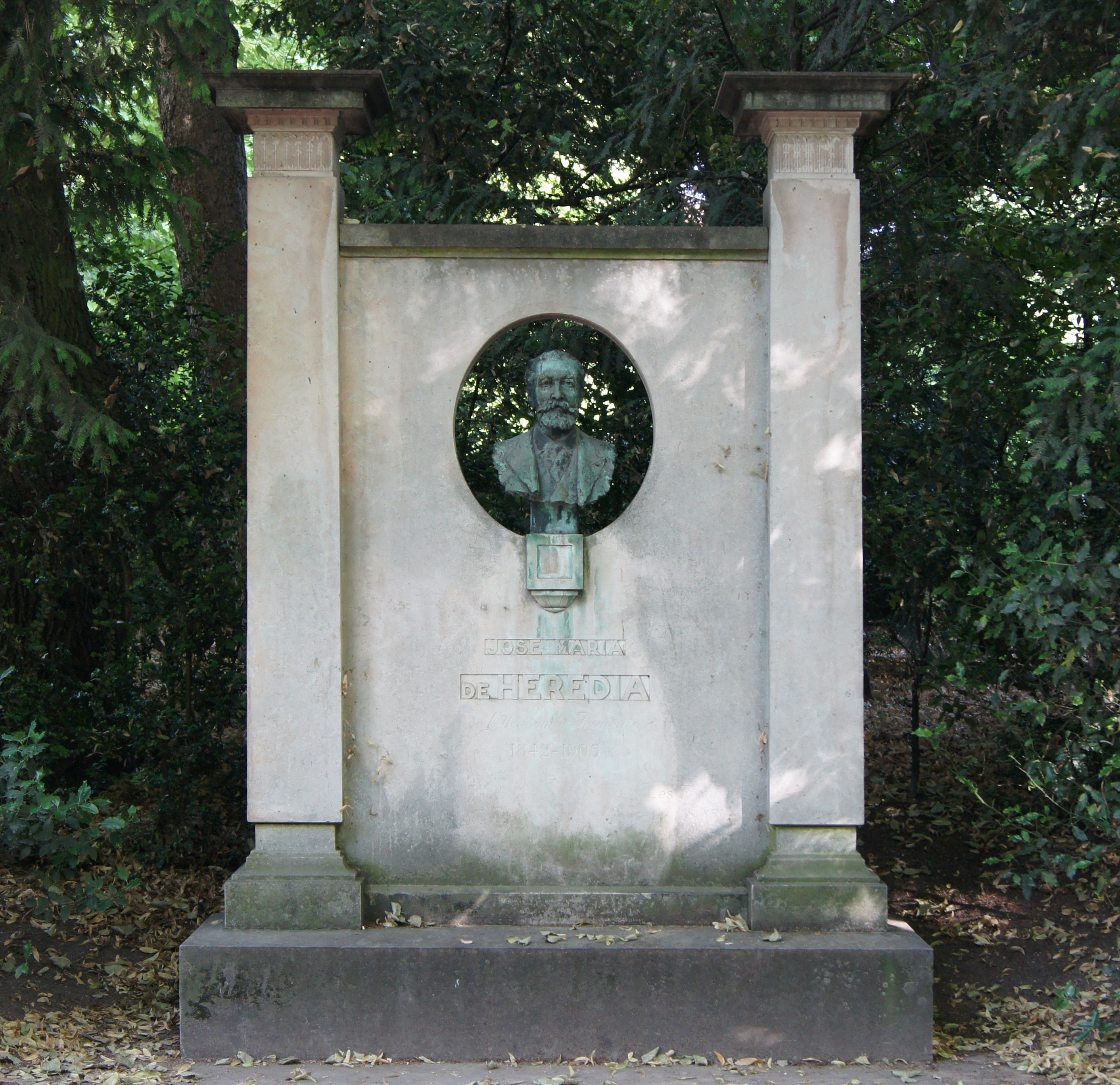
Monument à José María de Heredia (1925), Paris, jardin du Luxembourg.

## Récompenses
- 1894 : médaille d'honneur au Salon des artistes français.
- 1897 : prix de Rome pour son plâtre Orphée perdant pour la seconde fois Eurydice, entraînée de nouveau par Mercure dans les régions infernales.
- 1900 : médaille de bronze à l'Exposition universelle de 1900.
- 1905 : médaille de 3e classe au Salon des artistes français.

## Distinctions
- Officier d'académie
- Chevalier de la Légion d'honneur en 1906.
- Officier de la Légion d'honneur en 1911[7].

## Hommage
En 1936, le conseil municipal de Toulouse lui a rendu hommage en donnant son nom à une avenue du quartier du Busca, à proximité de sa maison natale (ancien no 79 rue des Trente-Six-Ponts).

## Élèves
- Clarisse Lévy-Kinsbourg (1896-1959)[8]